# Sandra Bosnar
Sandra Bosnar (Zagreb, 24. svibnja 1981.) je hrvatska televizijska voditeljica i glumica.

## Životopis
Najpoznatija je kao najmlađa članica prve voditeljske postave popularne emisije za mlade Briljanteen na programu hrvatske nacionalne televizije HRT. Od 2001. vodi dječju filmsku emisiju Kokice, također na HRT-u. 
Od godine 2007. vodi i glazbenu emisiju zabavnog programa Ljeto nam se vratilo.
Bavila se glumom deset godina, osnovnu i srednju školu je provela u ZeKaeMu. Nastupila je u nekoliko kazališnih predstava i dva filma u američkoj produkciji. Također se pojavila u jednoj epizodi serije Luda kuća kao reporterka 2007.